# Josida Hirosi (labdarúgó)
Josida Hirosi (Sizuoka, 1958. február 11. –) japán válogatott labdarúgó.

## Nemzeti válogatott
A japán válogatottban 9 mérkőzést játszott, melyeken 1 gólt szerzett.

## Statisztika
| Japán válogatott | Japán válogatott | Japán válogatott |
| Időszak          | Mérk.            | gól              |
| ---------------- | ---------------- | ---------------- |
| 1981             | 6                | 1                |
| 1982             | 1                | 0                |
| 1983             | 2                | 0                |
| Összesen         | 9                | 1                |